# Православие в Беларуси
Православие в Беларуси. Православная церковь — крупнейшая религиозная конфессия на территории современной Республики Беларусь. Общее число православных в стране составляет около 4,5 млн человек (примерно половина населения страны), согласно данным на июль 2010 года, предоставленным аппаратом Уполномоченного по делам религий и национальностей Республики Беларусь, 58,9 % населения Беларуси считают себя верующими. Из них 82,5 % принадлежат к Белорусскому экзархату Русской Православной Церкви. Существуют оценки, согласно которым доля верующих, относящихся к Белорусской православной церкви, составляла 73 %(или около 37 % от общей численности населения).
Религия в Беларуси была отделена от государства в годы советской власти. Православия традиционно придерживается большая часть белорусского, русского и украинского населения республики.

## История

### Принятие христианства на белорусских землях, учреждение первых православных кафедр
Первыми миссионерами среди кривичей, дреговичей и радимичей в IX веке были варяги, среди которых встречались христиане. Они открыли на Восточно-Европейской равнине ряд торговых путей, связавших восточных славян как с арабским миром, так и с Византией. Некоторые из этих путей, имевшие греческий вектор, проходили через территорию современной Беларуси. Будучи ратными людьми, скандинавы нередко оставались на русских землях. Славяне, участвуя вместе с ними в военных и торговых предприятиях, познакомились с «греческой» верой. Считается, что дальнейшему распространению христианства могло способствовать участие дружины полоцких кривичей в походах киевских князей Олега и Игоря на Константинополь.
По предположениям историка Валентины Тепловой, уже в период правления Рогволода в Полоцком княжестве была распространена христианская вера, а в столице имелись христианские храмы. При раскопках на месте возведённого в XI веке Софийского собора было обнаружено большое кострище. Предположительно, это были остатки деревянного храма, сгоревшего ещё во время пожара 975 года при взятии Полоцка войсками князя Владимира. Вероятно, христианская община возникла благодаря стараниям княгини Ольги. Витебская летопись под 974 годом упоминает о закладке ею в Витебске церквей Благовещения и Архангела Михаила.
Более массово христианство начало распространяться среди этнических обществ Беларуси с конца X — начала XI веков. Белорусские земли были крещены в основном одновременно с другими землями Киевской Руси. Известно, что в 992 году князь Владимир разослал сыновей в разные области государства, чтобы они были его
наместниками в удельных центрах. Таким образом, Изяславу был отдан Полоцк, а Святополку — Туров. Описание этого события находит отражение в Густынской летописи:

«В лето 990 <…> Владымер разделил Русскую землю на 12 княжений, сыном своим двенадесятим: во-первых, посади на великом княжении Новгородском старейшего сына своего Вышеслава, в Полоцку — Изяслава, в Турове — Святополка… Посла же с ними и священники, заповедая сыном своим, до каждо по области своей повелевает учити и крестити людей, и церкви ставити; еже и бысть».

Первая епископская кафедра на землях нынешней Беларуси была учреждена в 992 году в Полоцке. Свержение языческих богов, крещение огнём и мечом, которые на первом этапе сопровождали принятие христианства в Киеве и Новгороде, в Полоцке неизвестны. Считается, что политика князя Изяслава отличалась нехарактерными для того времени мягкостью и терпимостью. Согласно в уставной грамоте «Туровской епископии завет блаженного Владимира», в 1005 году епископская кафедра была учреждена в Турове. Считается, что христианство не сразу утвердилось на Туровской земле и что здешние жители оказали сопротивление его принятию. Возможно, сохранившаяся легенда о приплывших из Киева по Припяти каменных крестах, окрасивших воду в цвет крови, является осмыслением протеста, оказанного крещению местным населением. Памятником раннего принятия христианства в Турове является отчасти уцелевшее Туровское евангелие XI века, найденное в 1865 году.

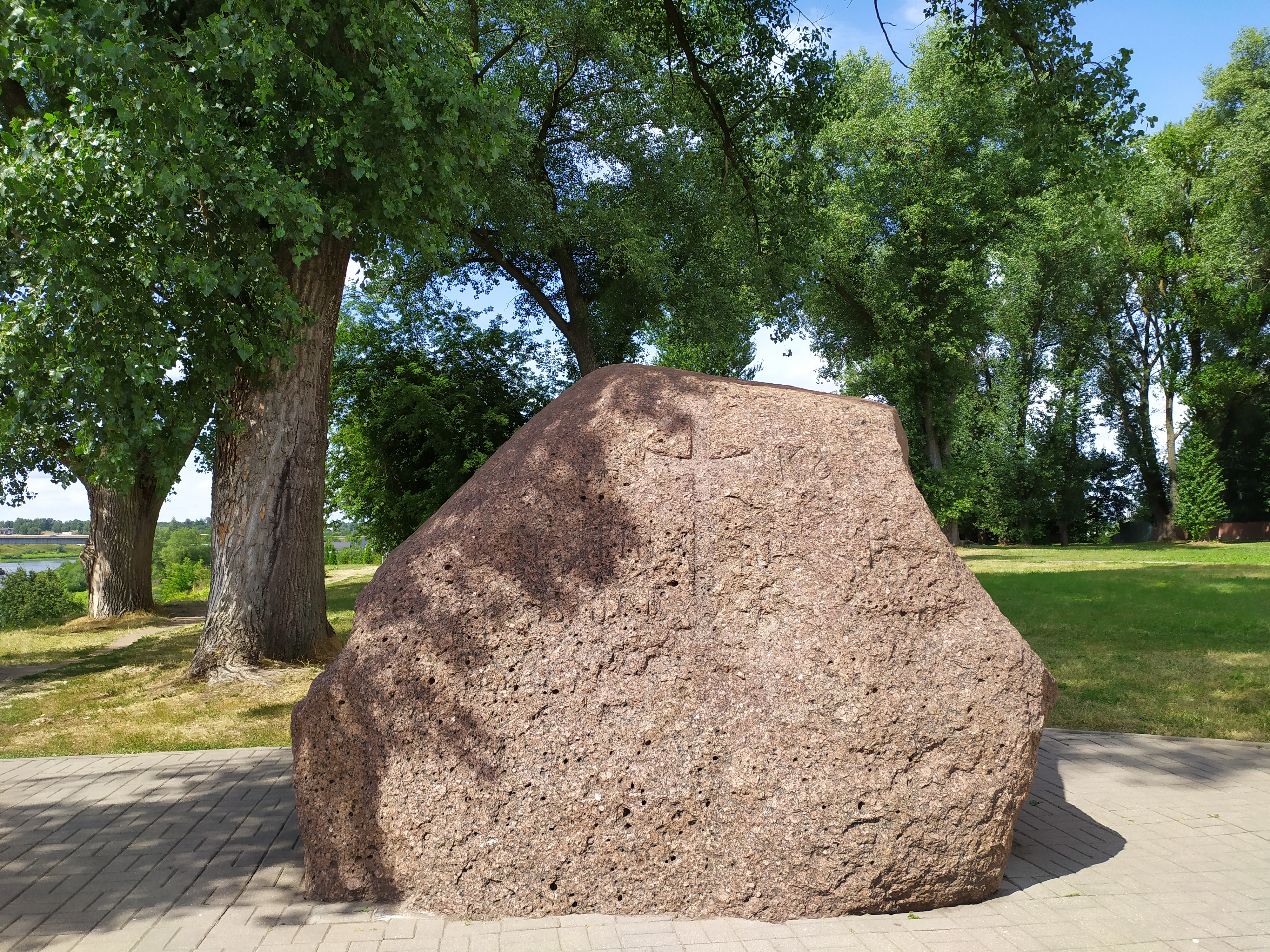
«Борисов камень» в Полоцке (2021)

Специалист по истории западнорусских земель домонгольского периода Леонид Алексеев отмечает: «лишь через несколько поколений после введения христианства можно считать, что Русь в какой-то степени была крещена». По предположению профессора, распространению христианства содействовал Брячислав Изяславич. В период его княжения «в полоцких лесах свергались языческие святилища, уничтожались идолы, срубались христианские храмы с большими нартексами для оглашенных». Памятником борьбы с язычеством являются так называемые «Борисовы камни», поначалу служившие языческими фетишами, затем превращённые в своеобразные христианские святыни.
В XII веке наиболее известными христианскими просветителями были Кирилл Туровский и Евфросиния Полоцкая, позднее канонизированные Русской православной церковью. В том же столетии наблюдалось интенсивное строительство православных храмов. В Полоцке в указанное время было возведено не менее десяти каменных церквей. В Гродно — три храма. Церковное каменное зодчество развивалось в Витебске, Волковыске, Гомеле, Минске, Могилёве, Новогородке, Слуцке и Турове. В селениях возводились деревянные церкви. Кроме того, к 1182 году относится обретение Купятицкой иконы Божией Матери, которая является древнейшим чудотворным образом Беларуси.

### Период Великого княжества Литовского
В XIII веке в церковной жизни белорусских земель наступил период упадка, с некоторыми перерывами растянувшийся на несколько столетий. Положение западнорусских земель особенно усложнилось после монгольского нашествия, представлявшего реальную угрозу в том числе и для белорусских земель. В результате в середине XIII столетия в Верхнем и Среднем Понеманье образовалось Великое княжество Литовское. В границы ВКЛ, кроме собственно литовской земли, вошли Гродно, Волковыск и Слоним. Великие князья литовские мало заботились о церковной жизни государства. Их пожертвования в пользу церкви были крайне редкими и незначительными. Литовский историк Эдвардас Гудавичюс в своей книге «История Литвы с древнейших времен до 1569 года» пишет:

«Условия для распространения русско-византийской культуры была вполне благоприятными, поскольку она располагала уже сформировавшейся моделью, а её носители жили в одном государстве с литовцами. Однако она не обладала политическим престижем, и государство не слишком поддерживало деятельность православных организаций. Великое княжество Литовское было государством языческого народа, управляемого государями-язычниками, а русско-византийская культура — всего лишь цивилизационный феномен его вассальных провинций».

Ярким примером тому может служить князь Миндовг. Согласно Густынской летописи, в 1246 году в Новогородке он принял «веру христианскую», в 1252 году — веру католическую, а в 1260 году вернулся в язычество, которого по существу никогда не оставлял. Иначе вёл себя сын Миндовга — Войшелк. По сообщению Ипатьевской летописи, он крестился в Новогородке, принял монашество и основал «на реке Немне межи Литвою и Новым городъкомъ» монастырь. Высказывалось предположение, что в планах Войшелка было крещение Литвы в православие. С этой целью в 1265 году он обращался в Псков с просьбой прислать к нему священнослужителей, сведущих в литовских обычаях. По мнению историка Станислава Думина, «со смертью Войшелка с политической арены Великого Княжества сошёл единственный человек, способный в тот момент осуществить крещение Литвы по православному обряду и, следовательно, преодолеть религиозно-национальный дуализм, свойственный этому государству с момента его создания». Однако происходили переходы представителей литовской знати в православие, например, в период правления Шварна. В период правления Ольгерда происходит расширение влияния православной церкви. Занимавшие великокняжеский престол Витень, Гедимин, Ольгерд и Кейстут также были язычниками. По мнению белорусского историка В. Тепловой, в связи с этим в XIII—XV веках строительство храмов практически прекратилось, а количество основанных монастырей было невелико. Однако белорусский историк Д. Карев пишет то, что после Люблинской унии 1569 года на землях ВКЛ встречалось множество православных храмов и монастырей, основанных и покровительствуемых князьями и вельможами. Другие исследователи указывают на то, что строительство православных храмов проходило уже с XIII века (в XIII веке строили только деревянные храмы), продолжалось создание новых православных монастырей (в основном с конца XIV века) .  В 1791 году на территории всего Великого княжества Литовского 39 % населения являлись униатами, 38 % — католиками-латинянами, 6,5 % — православными и 4 % — старообрядцами.

### Период Российской империи
Положение униатов в корне поменялось после разделов Речи Посполитой. В 1839 году на Полоцком соборе униатские приходы были воссоединены с православием в юрисдикции российского Святейшего синода. После воссоединения униатов с Православной церковью, начался постепенный упадок католицизма в стране и укрепление позиций православия.

#### Период Отечественной войны 1812 года
Отечественная война 1812 года нанесла урон православным храмам Беларуси — в Минской епархии пострадало 12 % церквей, в Могилёвской — 3 %. Ущерб культовым зданиями Беларуси был меньше, чем на оккупированных французами великорусских землях (например, в Смоленской губернии пострадали 252 церкви из 400), что было связано с лояльным отношением к наполеоновской армии как местного населения, так и духовенства (особенно в Могилёвской епархии). За период оккупации многие монастыри были разграблены французами, в ряде случаев реквизировано церковное имущество (прежде всего съестные припасы), изъята собственность некоторых православных служителей культа, погибла часть церковных документов, были сожжены до основания в ходе боёв отдельные храмы. Некоторые монастыри настолько пострадали, что после войны стали приходскими церквями (Симеоновский в Бресте, Успенский в Мозырьском повете, Троицкий в Дрогичине, Благовещенский в Друе). Оккупация привела к усилению позиций униатства и католицизма: некоторые православные храмы были переведены в униатские, а католический епископ Я. Дедерко занял архиерейский дом Минского православного епископа, откуда вывез себе много имущества (часть он вернул после освобождения). После освобождения с ноября 1812 года начали перевод ставших в период войны униатскими храмов обратно в православные, на восстановление были выделены средства (они, правда, покрывали только часть расходов).

#### 1917 год
В 1917 году на территории белорусских губерний (прежде всего Могилёвской) действовали 27 православных монастырей.

### Советский период
В советский период, особенно с 1929 года, в Восточной Беларуси, как и в целом по СССР почти все церкви были закрыты, а служители культа репрессированы. В Белорусской ССР на 20 декабря 1936 году из ранее действовавших была закрыта 1371 церковь, а службы продолжались лишь в 74.

#### Период Великой Отечественной войны
В годы Второй мировой войны, во время немецкой оккупации, в Беларуси были открыты многие ранее закрытые храмы, учрежден Синод под председательством митрополита и шесть епархий (кафедры в Витебске, Гродно, Минске, Могилёве, Новогрудке и Смоленске). В 1942 году Православная Церковь в Беларуси провозгласила себя автокефальной, но в 1944 году, после прихода советских войск, вновь вошла в состав Московского патриархата. В 1940–50-х годах были упразднены почти все православные епархии на территории Беларуси, и до 1988 года в Беларуси была лишь одна православная епархия (кафедра в Минске).

## Современное состояние
С 1989 года стали восстанавливаться старые кафедры и открываться новые. Согласно постановлению Архиерейского собора Русской Православной Церкви 1989 года, в 1990 году был образован Белорусский экзархат Московского патриархата (Белорусская Православная Церковь), высшим органом которого стал Синод во главе с патриаршим экзархом. На 2024 год в состав Белорусского экзархата входят 15 епархий.